# لوتروپ استودارد
لوتروپ استودارد (انگلیسی: Lothrop Stoddard; ۲۹ ژوئن ۱۸۸۳ – ۱ مهٔ ۱۹۵۰ (در ۶۶ سالگی)) انسان‌شناس، کارشناس سیاسی، تاریخ‌نگار، پدیدآور، و روزنامه‌نگار اهل ایالات متحده آمریکا بود.

## سنین جوانی و تحصیل
استودارد در ۲۹ ژوئن ۱۸۸۳ در بروکلاین، ماساچوست، پسر جان لاوسون استودارد، نویسنده و مدرس برجسته و همسرش مری هات استودارد متولد شد. او از کالج هاروارد فارغ‌التحصیل شد و تا سال ۱۹۰۸ در دانشگاه بوستون تحصیل کرد. استودارد در ۱۹۱۴ از دانشگاه هاروارد Ph.D. را دریافت کرد.

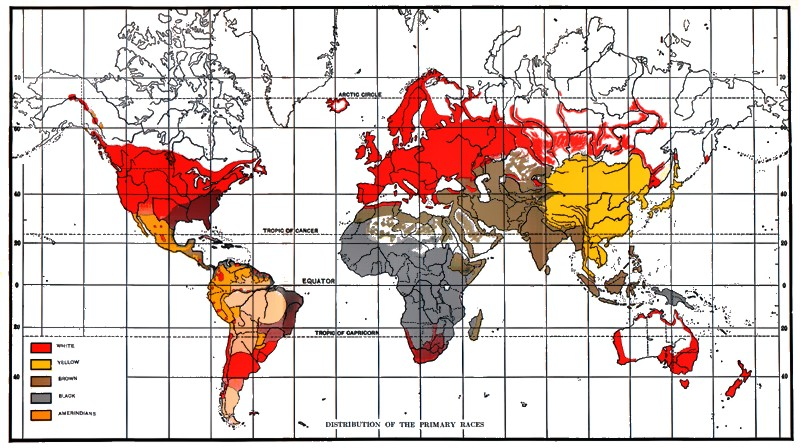
نقشه نژادی جهان توسط لوتروپ استودارد